# Relations entre le Ghana et la Côte d'Ivoire
 (juin 2025).
Les relations Ghana–Côte d’Ivoire font référence aux relations diplomatiques entre le Ghana et la Côte d’Ivoire. Les deux nations sont membres des Nations Unies.

## Histoire
Des artefacts et des vestiges du complexe de Kintampo (2500-1500 av. J.-C.) ont été signalés en Côte d'Ivoire,. À l' époque médiévale, l'ouest du Ghana et certaines parties de l'est de la Côte d'Ivoire étaient le berceau de l'État de Bono et de Gyaman[réf. nécessaire]. Gyaman a été conquise par l'Empire Ashanti entre les XVIIIe et XIXe siècles, qui exerçait son pouvoir jusqu'à la rivière Komoé. Au XVIIIe siècle, la reine Poku conduisit un groupe d'Ashanti en Côte d'Ivoire à la suite de conflits de succession dans l'empire Ashanti après la mort d'Opoku Ware I. Les descendants de ce peuple sont les Baoulé. Gyaman a obtenu son indépendance après la guerre anglo-ashanti de 1874 jusqu'à ce que l'État soit absorbé par l'empire Wassoulou en 1885, qui contrôlait le nord de la Côte d'Ivoire. L'Empire français a incorporé Gyaman à l'Afrique occidentale française en 1897 après avoir conquis avec succès le Wassoulou[réf. nécessaire]. D'autre part, l'ensemble du Ghana a été intégré à la Côte de l'Or britannique au 20e siècle.
Au XXe siècle, les deux pays ont connu les mêmes hauts et bas qui ont caractérisé les relations entre le Ghana et le Togo. Début 1984, le gouvernement du PNDC s’est plaint que la Côte d’Ivoire autorisait les dissidents ghanéens à utiliser son territoire comme base pour mener des actes de sabotage contre le Ghana. Le Ghana a également accusé la Côte d'Ivoire d'accorder l'asile à des agitateurs politiques recherchés pour des crimes commis au Ghana. Les relations entre le Ghana et la Côte d’Ivoire se sont toutefois considérablement améliorées après 1988. En 1989, après quinze ans d’inactivité, la commission de redémarcation de la frontière entre le Ghana et la Côte d’Ivoire s’est finalement mise d’accord sur la définition de la frontière de 640 kilomètres entre les deux pays. Le PNDC a ensuite travaillé à l'amélioration des liens de transport et de communication avec la Côte d'Ivoire et le Togo, malgré les problèmes avec les deux pays.
En 1992, les relations du Ghana avec la Côte d’Ivoire étaient relativement bonnes. Les espoirs d'une amélioration durable des relations du Ghana avec son voisin occidental ont cependant été rapidement anéantis à la suite de quelques incidents désagréables survenus fin 1993 et début 1994. Elles ont commencé le 1er novembre 1993, avec le retour des supporters sportifs en Côte d'Ivoire après un match de championnat de football à Kumasi, au Ghana, qui avait abouti à l'élimination de la Côte d'Ivoire de la compétition. Les immigrants ghanéens en Côte d'Ivoire ont été violemment attaqués et jusqu'à quarante Ghanéens ou plus ont été tués.
Par la suite, des dizaines d’autres Ghanéens ont perdu leurs biens alors qu’ils fuyaient pour sauver leur vie. Environ 1 000 maisons et commerces ont été pillés. Plus de 10 000 Ghanéens sur environ un million vivant en Côte d'Ivoire ont été immédiatement évacués par le gouvernement ghanéen, et plus de 30 000 Ghanéens auraient cherché refuge dans les ambassades du Ghana et d'autres pays amis. Une commission mixte composée de vingt membres (dix de chaque pays) a été créée pour enquêter sur les attaques, recommander une indemnisation pour les victimes et trouver des moyens d’éviter des incidents similaires à l’avenir. En octobre 1994, les deux nations ont repris les matchs de football après qu'une délégation togolaise a contribué à apaiser les relations entre elles.

## Différend frontalier entre la Côte d'Ivoire et le Ghana
En 2010, la Côte d’Ivoire, pays d’Afrique de l’Ouest, a demandé aux Nations Unies d’achever la démarcation de la frontière maritime ivoirienne avec le Ghana. Cela s'est produit quelques jours seulement après que la société d'exploration américaine Vanco a découvert du pétrole dans le puits en eau profonde Dzata-1. Cette affaire a attiré une attention médiatique considérable et certaines sources de presse ghanéennes ont affirmé que la pétition était une tentative de mainmise sur le pétrole de la Côte d'Ivoire. Les autorités ghanéennes ont réagi en adoptant le projet de loi sur la Commission des frontières du Ghana, établissant une commission chargée d'entreprendre des négociations afin de déterminer les frontières terrestres et maritimes du pays. La Commission des frontières a tenu une réunion avec les délégués ivoiriens à la fin du mois d'avril, et la délégation ivoirienne était conduite par Désiré Tagro, le ministre de l'Intérieur. Les deux parties ont négocié les délimitations conformément au droit international. Les résultats de la quatrième réunion n’ont pas été annoncés et aucune réunion n’a eu lieu depuis. Toutefois, les présidents des deux pays se sont rencontrés au Palais présidentiel d'Abidjan le 15 juillet 2010 et ont discuté du différend frontalier, entre autres questions bilatérales. Pour l’instant, les progrès semblent lents et la nature des discussions est incertaine.
Les deux pays ont toutefois exprimé leur volonté de résoudre pacifiquement le différend. Les deux pays avaient déjà soumis des documents de routine à la Commission des Nations Unies sur les limites du plateau continental en avril-mai 2009. Les deux pays ont indiqué dans leurs observations qu'aucun d'eux n'avait signé d'accord de délimitation de frontières maritimes avec l'un de leurs États voisins.
Le Ghana a engagé une procédure arbitrale en vertu de l’annexe VII de la Convention des Nations Unies sur le droit de la mer de 1982 (CNUDM) contre la Côte d’Ivoire concernant un différend relatif à la frontière maritime en 2014. Les deux parties ont ensuite convenu de soumettre le différend à une chambre spéciale du Tribunal international du droit de la mer (TIDM) constituée en vertu de l’article 15(2) du Statut du Tribunal figurant à l’annexe VI. Le Tribunal, avec l’accord des parties, a constitué la Chambre avec les cinq juges suivants : Bouguetia (Président), Wolfrum, Paik, et les juges ad hoc, Mensah et Abraham.
Une fois la Chambre constituée, la Côte d’Ivoire a demandé la prescription de mesures conservatoires contre le Ghana conformément à l’article 290(1) de la CNUDM. La Chambre, après avoir entendu les deux parties, a estimé qu'elle avait compétence prima facie sur le différend et a ensuite prescrit, entre autres, que le Ghana devrait prendre toutes les mesures nécessaires pour garantir qu'aucun nouveau forage n'ait lieu dans les zones maritimes contestées ; en outre, le Ghana devrait prendre toutes les mesures nécessaires pour empêcher que des informations non divulguées sur les activités passées, en cours ou futures dans la zone contestée ne soient utilisées au détriment de la Côte d'Ivoire.
Une fois l’ordonnance provisoire rendue, la procédure principale a suivi. Le Ghana, le pays qui a intenté l'action, a fondé sa base préliminaire pour délimiter la frontière sur une frontière maritime unique basée sur l'équidistance dans la mer territoriale, la ZEE, le plateau continental dans les 200 M, et celle-ci doit continuer sur le même azimut que la frontière dans les 200 M jusqu'à la limite de la juridiction nationale. En outre, le Ghana a estimé que ladite frontière maritime unique fondée sur l’équidistance était mutuellement reconnue, convenue et appliquée par la Côte d’Ivoire et qu’il existait un « accord tacite » entre les parties où cette dernière était empêchée de s’y opposer.
La Chambre spéciale du Tribunal international du droit de la mer (TIDM) a statué en faveur du Ghana dans le différend maritime qui oppose depuis trois ans le pays à la Côte d'Ivoire. Dans une décision unanime, le Tribunal a estimé que contrairement aux affirmations du gouvernement d'Abidjan, le Ghana n'avait en aucune façon violé la frontière maritime de la Côte d'Ivoire. La Chambre a également rejeté l’argument juridique de la Côte d’Ivoire selon lequel les côtes du Ghana étaient instables. Dans le même temps, aucune des zones d’exploration pétrolière indiquées dans les cartes soumises par le Ghana n’a été compromise lors de l’établissement de la frontière provisoire d’équidistance maritime. En général, la frontière finale, qui est une ligne équidistante, est en faveur du Ghana et ne perd pas grand-chose par rapport à sa revendication initiale. La Chambre a également conclu que les activités d’exploration pétrolière et gazière du Ghana dans le bassin contesté ne violaient pas les droits souverains de la Côte d’Ivoire. 
Le Ghana et la Côte d'Ivoire devraient finaliser la réaffirmation de leur frontière terrestre d'ici 2025, à la suite de la décision du Tribunal international du droit de la mer (TIDM) sur leur différend frontalier maritime. Lors d'une réunion technique conjointe le 5 novembre 2024, le général de division Emmanuel Kotia, PDG de la Commission des frontières du Ghana, a annoncé son intention de mettre en œuvre la décision du tribunal par le biais de patrouilles maritimes conjointes et de l'achèvement de 150 kilomètres de démarcation des frontières terrestres. Cette réaffirmation vise à renforcer les liens diplomatiques, à promouvoir la stabilité régionale et à améliorer les opportunités économiques. Les deux pays se sont engagés à résoudre pacifiquement la question des frontières, ce qui reflète l'amélioration des relations depuis le différend maritime de 2014 concernant l'exploration pétrolière près du Cap des Trois Points, que le Ghana a défendu en se basant sur la reconnaissance préalable par la Côte d'Ivoire des droits territoriaux du Ghana.